# Sapone metallico (tensioattivo)
Sapone metallico è un termine utilizzato per indicare alcuni tipi di saponi, soprattutto nel campo dei lubrificanti.
I saponi comuni sono generalmente un sale di un acido grasso (acido carbossilico a catena lunga).
Comunemente la funzione carbossilica è salificata con sodio, potassio, magnesio, piombo, alluminio, calcio, litio, bario o ammonio.
Ad eccezione di quelli contenenti ammonio, tutti questi tipi di sapone sono metallici.
Talvolta però si distingue tra saponi alcalini (il cui metallo è metalli alcalini) e saponi metallici.
Talvolta si indica direttamente il tipo di metallo presente (per esempio: sapone di calcio).